# Albúmina
La albúmina —del latín: albūmen ‘clara de huevo’— es la principal proteína de la sangre, y una de las más abundantes en el ser humano. Se sintetiza en el hígado.
La concentración normal en la sangre humana oscila entre 3,5 y 5,0 gramos por decilitro, y supone un 54,31 % de la proteína plasmática. El resto de proteínas presentes en el plasma se llaman en conjunto globulinas. La albúmina es fundamental para el mantenimiento de la presión oncótica, necesaria para la distribución correcta de los líquidos corporales entre el compartimento intravascular y el extravascular, localizado entre los tejidos. La albúmina tiene carga eléctrica negativa. La membrana basal del glomérulo renal, también está cargada negativamente, lo que impide la filtración glomerular de la albúmina a la orina. En el síndrome nefrótico, esta propiedad es menor, y se pierde gran cantidad de albúmina por la orina.
Debido a que los animales pequeños, como por ejemplo las ratas, viven con una presión sanguínea baja, necesitan una presión osmótica menor, y también necesitan una baja cantidad de albúmina para mantener la distribución de los fluidos.
Si efectuamos una electroforesis de las proteínas del suero a un pH fisiológico, la proteína albúmina es la que más avanza (obviando la pequeña banda llamada prealbúmina, que la precede) por varias razones: 
- Tamaño y carga: la albúmina es una proteína relativamente pequeña y altamente soluble, lo que facilita su movilidad en un campo isoeléctrico.

- Concentración: la albúmina es la proteínamás abundante, lo que significa que está presente en grandes cantidades, esto hace que aumente su visibilidad en el gel.

- Punto isoeléctrico: la albúmina tiene un punto isoeléctrico que permite una separación clara durante la electroforesis, ya que se moverá hacia el electrodo de carga opuesta.

## Estructura

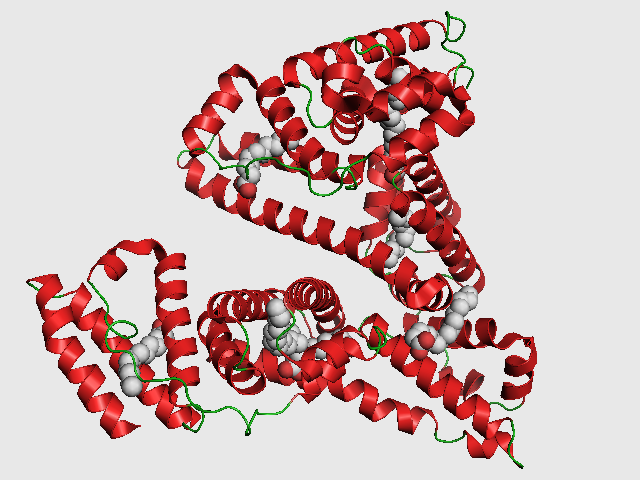
Una molécula de albumina albergando seis ácidos palmíticos.

La albúmina, también conocida como albúmina sérica humana (HSA) es una proteína globular con estructura terciaria y una forma similar a la de un corazón, constituida por alrededor de 585 aminoácidos, con una gran proporción de aminoácidos ácidos que le dan una carga negativa a pH de 7, con una serie repetitiva de seis subdominios helicales. Su estructura le confiere gran estabilidad, pero tambiién gran flexibilidad, lo que le permite ligar y transportar un amplio rango de moléculas, tanto endógenas como exógenas. 
Presenta aproximadamente un 67% de hélices α, un 10% de vueltas, 23 de bobinas aleatorias y ninguna lámina β. 
A través de una cristalografía de rayos X se pueden observar tres dominios bien diferenciados de la albúmina: dominio I (1-195 aminoácidos), dominio II (196-383 aminoácidos) y dominio III (184-585 aminoácidos). Y a su vez cada dominio se subdivide en dos subdominios, A y B, cada uno con sus funciones correspondientes, siendo así la albúmina una molécula multifuncional cuyas propiedades biológicas derivan de su ubicación (intravascular, extravascular e intracelular), alta concentración y carga negativa.

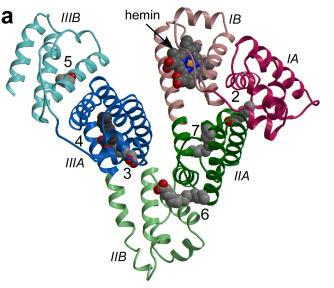
Dominios y subdominios de la albúmina

La albúmina sérica humana tiene 17 puentes disulfuro intramoleculares que están presentes principalmente entre las hélices α. Estos enlaces disulfuro son esenciales para la estabilidad de la proteína. También tiene un residuo de cisteína libre (Cys-34), presente en el dominio I y en el resto de especies. Este residuo es el responsable de la dimerización de la albúmina durante la purificación formando un puente de disulfuro intramolecular. El residuo de cisteína libre está en una grieta de ≈10 Å de profundidad, presentando un sitio molecular propicio para la tiolación, oxidación y nitrosilación. De hecho la estructura química de la albúmina sérica humana es susceptible de modificación a través de reacciones enzimáticas y no enzimáticas, incluyendo glicosilación, oxidación reversible y no reversible en la posición Cys-34. También juega un papel crítico en las propiedades redox, en la formación de complejos con varios iones metálicos y la eliminación de radicales libres, así como la protección contra la peroxidación de los lípidos por especies reactivas de oxígeno. Además, un residuo de histidina conservado (His-3) también actúa como quemador de metal crítico que excava las especias reactivas de oxígeno.

## Características
- Posee un pKa de 8.5
- Tiene un pH de 4.8
- Tiene una masa molecular de 67.000 daltons
- Tiene un pI de 4.6

- Similitud entre las albúminas de diferentes especies. Existe un grado notable de similitud en lo que se refiere a la secuencia, estructura y distribución de la carga superficial entre la albúmina sérica humana y sus contrapartes de fuentes bobinas (BSA), equinas (ESA), leporina (LSA) y caninas (CSA).[12][13] A partir de dichas similitudes y un análisis de la dinámica molecular de la albúmina sérica humana y sus contrapartes bobinas y caninas se indica que el movimiento de los dominios I y III es la clave para definir las numerosas propiedades de la albúmina.[13]
- Propiedades antioxidantes. La actividad antioxidante de la albúmina sérica humana se atribuye principalmente a las propiedades redox de los cuatro sitios principales de unión a metales. Cu+ libre, Fe 2+ y otros iones metálicos reaccionan con el oxígeno para generar ROS. Además, también pueden interactuar con H2O2 para generar radicales hidroxilo dañinos. Por otro lado, la unión de la albúmina a los iones metálicos limita la capacidad de estos iones para participar en la generación de ROS.

## Funciones de la albúmina

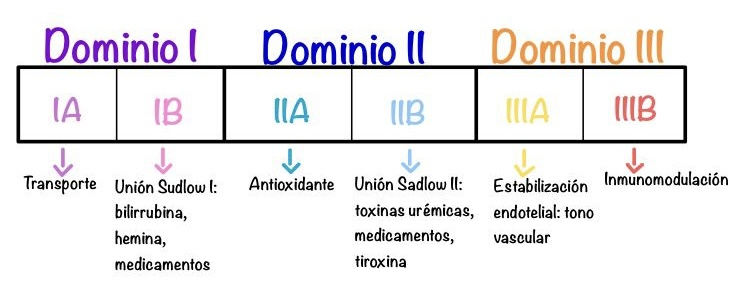
Funciones que tiene cada dominio y subdominio de la albúmina. (Creación propia)

- Mantenimiento de la presión oncótica. La albúmina tiene un papel muy importante en la regulación de la presión oncótica ya que mantiene el equilibrio entre el volumen extravascular e intravascular.[14]
- Transporte de hormonas tiroideas.
- Transporte de hormonas liposolubles.
- Transporte de ácidos grasos libres. La albúmina, con alrededor de 7 lugares de unión para ácidos grasos con afinidad de moderada a alta, es la principal proteína de unión de los ácidos grasos en los líquidos extracelulares.[15]
- Transporte de bilirrubina no conjugada al hígado.
- Transporte de muchos fármacos y drogas. Gracias tres dominios hidrofóbicos presentes en la estructura proteica de la albúmina, numerosos fármacos y drogas altamente hidrofóbicos se unen a esta proteína para trasladarse por medios acuosos .[16]
- Unión competitiva con iones de calcio.
- Control del pH.
- Funciona como un transportador de la sangre y lo contiene el plasma.
- Regulador de líquidos extracelulares, efecto Donnan.
- Servía para unir la emulsión al vidrio para fijar las primeras fotografías.
- Antioxidante y antiinflamatoria.[17]

## Tipos de albúmina
- Seroalbúmina: Es la proteína del suero sanguíneo. También conocida como albúmina sérica, es una de las proteínas plasmáticas más importantes.[18] Además, la seroalbúmina es el tipo de proteína plasmática que más contribuye a la unión con fármacos.[19] En personas con malnutrición, inflamación y enfermedades graves del hígado y los riñones, la concentracíón de esta sustancia es baja.[18]
- Ovoalbúmina: Es la principal proteína de la clara del huevo, tiene relevantes propiedades espumantes [20] y puede ser empleada para producir péptidos con diversas propiedades funcionales.[21]
- Lactalbúmina: Es la albúmina de la leche. La α-lactoalbúmina es una proteína que representa más de un tercio de las proteínas de la leche humana y es muy atractiva tanto por sus propiedades físicas como por ejemplo su alta solubilidad en agua y su estabilidad térmica; como por sus propiedades biológicas resultantes de su calidad proteica, que facilitan diversos usos en alimentación. La mayoría de las aplicaciones de la α-lactoalbúmina provienen de su exclusiva composición de aminoácidos y a pesar de que principalmente se centran en el triptófano, esta proteína también es rica en aminoácidos que contienen azufre como la cisteína y metionina, las cuales presentan una inusual relación de 5:1. La α-lactoalbúmina puede utilizarse como suplemento proteico para promover el desarrollo infantil y mejorar el sueño y estado de ánimo en adultos, para potenciar la función gastrointestinal, para proteger la masa muscular en adultos de avanzada edad, en el tratamiento del cáncer y en la mejora de la respuesta inmunitaria.[22]
- Conalbúmina u ovotransferrina: constituye en torno al 13 % de la clara del huevo y tiene una gran afinidad por el hierro.[23]Es una muy buena fuente de péptidos que pueden emplearse en el sector de la alimentación y tiene numerosas propiedades funcionales como actividades antimicrobianas, antioxidantes, anticancerígenas y antivirales.[24]

## Síntesis y secreción de albúmina en el ser humano
En el ser humano, la síntesis de albúmina se efectúa en el hígado, específicamente en los polirribosomas unidos al retículo endoplasmático. La secreción plasmática se efectúa por la acción contráctil del aparato microtubular de la célula. La producción hepática de la albúmina es de 11 a 14 g/día.
La síntesis y secreción de albúmina en el cuerpo humano ocurre principalmente en el hígado, cuya función es producir albúmina y liberarla en el torrente sanguíneo. Para realizar este proceso, se lleva a cabo un mecanismo de transcripción genética en el núcleo de los hepatocitos (los hepatocitos son células del cuerpo que fabrican albúmina sérica). Estas células contienen la información genética en el ADN que se transcribe en una molécula de ARN mensajero (ARNm) en el núcleo de las células hepáticas. Este ARNm contiene las instrucciones necesarias para la síntesis de albúmina. Siguiendo con la síntesis y secreción de la albúmina, el siguiente paso da lugar a la traducción en el retículo endoplasmático rugoso. En este proceso el ARNm sale del núcleo y se une a los ribosomas en el retículo endoplasmático rugoso (RER), donde ocurre la traducción. Durante este paso, el ARNm es leído, y los ribosomas ensamblan la cadena de aminoácidos que formará la albúmina. Después de la traducción, la proteína recién formada entra en el RER, donde se pliega en su estructura tridimensional y recibe algunas modificaciones iniciales. Esta cadena proteica de albúmina más tarde es transferida al aparato de Golgi, donde se realizarán modificaciones adicionales que la prepararán para ser funcional en el torrente sanguíneo. La síntesis y secreción de albúmina se da por concluida con el empaquetamiento y secreción, donde una vez procesada en el aparato de Golgi, la albúmina se empaqueta en vesículas de transporte. Estas vesículas migran a la membrana celular y, mediante un proceso llamado exocitosis, liberan la albúmina en el torrente sanguíneo.
Factores nutricionales o hormonales son los responsables de la producción de esta proteína. Hormonas como los glucocorticoides, la hormona tiroidea y la insulina pueden influir en la producción de albúmina. El estado nutricional es un factor importante para la regulación de la síntesis de la albúmina, así la producción de esta puede disminuir en estados de desnutrición, ya que hay una afectación directa en la síntesis de proteínas con la falta de nutrientes, en específico los aminoácidos. También algunas condiciones hepáticas, como la cirrosis, pueden hacer de manera notable reducir la capacidad del hígado para sintetizar albúmina.

## Investigación histórica
Los descubrimientos primerizos de la albúmina fueron hallados en el siglo XIX, donde fue descrita como una proteína soluble en agua y presente en el plasma sanguíneo. Pusieron el enfoque en el análisis cualitativo de las proteínas en los estudios iniciales de la proteína. De esta manera el químico orgánico Holandés, Gerardus Johannes Mulder, en el año 1839, propuso la idea de que las proteínas, incluida la albúmina, compartían una estructura común basada en carbono, hidrógeno, nitrógeno y oxígeno.
En el siglo XIX i principios del siglo XX, se llevaron a cabo los primeros métodos de purificación, donde se desarrollaron métodos para aislar albúmina, como la precipitación con sales (sulfato de amonio) y el uso de cambios en el pH. En la década de 1940, el bioquímico Edwin Cohn desarrolló el fraccionamiento con etanol frío, un método que permitió separar la albúmina de otras proteínas plasmáticas. Este avance fue crucial para el uso terapéutico de la albúmina durante la Segunda Guerra Mundial. 
En los años cincuenta se determinó la secuencia de los aminoácidos de la albúmina. Constaba de una sola cadena con aproximadamente 585 aminoácidos. En 1976, se resolvió la estructura cristalina de la albúmina sérica humana utilizando cristalografía de rayos X, dando a conocer su estructura tridimensional formada por dominios globulares altamente estables. A todo esto, demostraron que la albúmina transporta hormonas, ácidos grasos, fármacos y metales como el calcio, además de contribuir al equilibrio osmótico y al transporte de compuestos tóxicos para su excreción. 
Desde el siglo XX, que la albúmina es utilizada en avances terapéuticos y aplicaciones biomédicas. Gracias a su capacidad de restaurar el volumen plasmático, esta proteína se utilizó en medicina para tratar hipovolemia, quemaduras severas y síndrome nefrótico. En 1990 se logró producir formas recombinantes de albúmina mediante técnicas de ingeniería genética, lo que permitió obtener un producto más seguro y libre de riesgos asociados a contaminantes derivados del plasma humano. Hoy en día la albúmina tiene un gran ventanal de usos médicos, desde biomarcador en la evaluación de enfermedades hepáticas, renales y cardiovasculares, como en el campo farmacéutico, donde es utilizada como sistema de liberación de medicamentos, aprovechando su capacidad de unión y su larga vida media en el plasma. Aun así, actualmente se investigan modificaciones en la albúmina para mejorar su estabilidad y funcionalidad en terapias avanzadas, como el diseño de nanocarriers. 

## Causas de la deficiencia de albúmina
- Cirrosis hepática: por disminución en su síntesis hepática.[2]
- Desnutrición.
- Síndrome nefrótico: por aumento en su excreción.
- Trastornos intestinales: pérdida en la absorción de aminoácidos durante la digestión y pérdida por las diarreas.
- Enfermedades genéticas que provocan hipoalbuminemia, que son muy raras.
- Algunos procedimientos médicos, como la paracentesis.

## Albuminuria
La albuminuria se trata de un exceso de albúmina en la orina debido a una afección en los riñones que hace que se permita el paso de esta proteína a la orina. Cuanto menor sean los niveles de albúmina en la orina, mejor. Medir la cantidad de albúmina en la orina es crucial para identificar y controlar el progreso de la patología renal. Existen fármacos que ayudan a disminuir la dosis de albúmina en orina, lo cual también se puede hacer modificando la alimentación.